# Pseudangulatus comatus
Pseudangulatus comatus là một loài bọ cánh cứng trong họ Cerambycidae.